# Bettina Ruhrberg

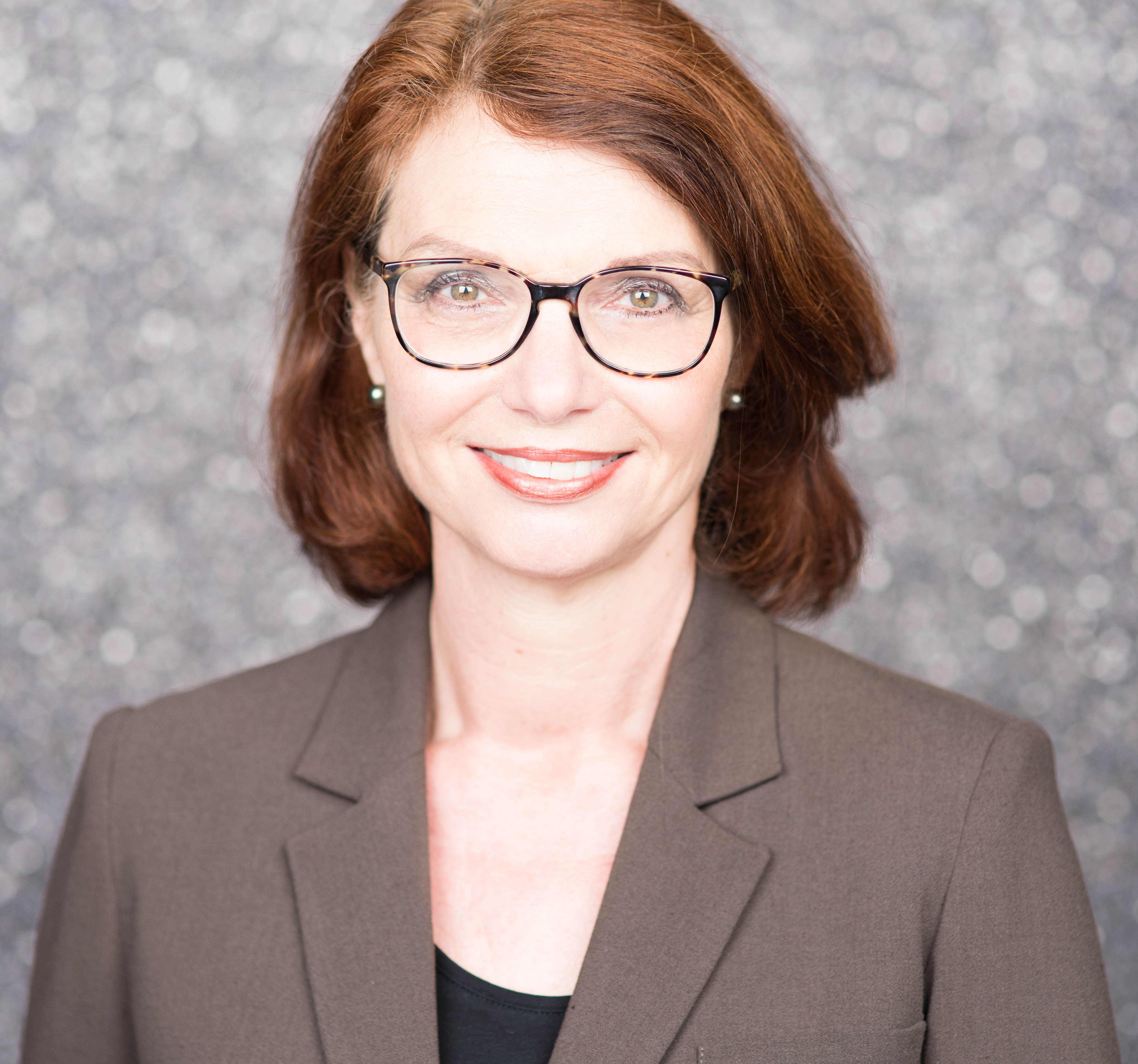
Bettina Ruhrberg (2016)

Bettina Ruhrberg (* 7. Februar 1958 in Düsseldorf) ist eine deutsche Kunsthistorikerin, Autorin und seit 2006 Museumsdirektorin des Mönchehaus Museum in Goslar.

## Werdegang
Bettina Ruhrberg ist die Tochter von Karl und Elfriede Ruhrberg und wuchs in Düsseldorf und Berlin auf. Nach ihrer Schulzeit begann sie 1977 ein Studium in Kunstgeschichte, Romanistik und Philosophie an der Freien Universität Berlin. Ein DAAD-Stipendium führte sie von 1979 bis 1980 an die Sorbonne Nouvelle in Paris. 1981 folgte ein Sprachstudium in Perugia. Ihr Hauptstudium an der Universität Bonn von 1982 bis 1985 schloss sie 1990 mit einer Promotion (Arte Povera. Geschichte, Theorie und Werke einer künstlerischen Bewegung in Italien) ab. Studienbegleitend arbeitete sie im Kunstmuseum Bonn und in der Galerie Pieroni in Rom.
Nach einem Volontariat von 1991 bis 1992 am Kunstmuseum Bonn war sie von 1992 bis 1994 Direktionsassistentin bei Christoph Brockhaus am Wilhelm Lehmbruck Museum in Duisburg. Von 1994 bis 1997 widmete sie sich als wissenschaftliche Mitarbeiterin am Von der Heydt-Museum in Wuppertal u. a. der Erforschung der Sammlungen der Bankiers und Kunstmäzen von August und Eduard von der Heydt. Beim Taschen Verlag in Köln arbeitete sie 1997 bis 2000 als Lektorin für Kunst und Photographie. Als Direktorin der Galerie Hans Mayer in Düsseldorf von 2000 bis 2006 betreute sie internationale Messeauftritte und Kooperationsprojekte mit zahlreichen Kunstmuseen. Seit 2006 leitet sie das Mönchehaus Museum in Goslar.
Bettina Ruhrberg kuratierte Ausstellungen der Träger des Goslarer Kaiserrings, u. a. David Lynch (2010), Rosemarie Trockel (2011), John Baldessari (2012), Olafur Eliasson (2013), Wiebke Siem (2014), Boris Mikhailov (2015), Jimmie Durham (2016), Isa Genzken (2017) und Wolfgang Tillmans (2018). Des Weiteren Ausstellungen des Mönchehaus Museums in Goslar u. a. zu Karin Kneffel (2006), Peter Lindbergh (2008), Jonathan Meese (2011), Adolf Luther (2013), sowie Anselm Kiefer (2014) oder Christo und Wolfgang Volz (2018). Sie verantwortet auch die Ausstellungen der Kaiserringstipendiaten, u. a. Jan Albers (2007), Helene Appel (2011), Christiane Feser (2012), Julian Charrière (2016), Matt Copson (2018).

## Veröffentlichungen
- Von Henry Moore bis Barbara Kruger. 44 Jahre Kaiserring Goslar, in: Kunstpreis Kaiserring, Mönchehaus Museum Goslar, 2019, ISBN 978-3-9819159-3-8
- Ren Ri, Ausstellungskatalog,  (Hrsg.) Bettina Ruhrberg, Verlag Kerber, Bielefeld-Berlin 2016, ISBN 978-3-7356-0215-2.
- Wiebke Siem – Ein Gespräch über das Zeichnen (zusammen mit Michael Krajewski), in: Ausstellungskatalog Wiebke Siem,  (Hrsg.) Söke Dinkla, Bettina Ruhrberg und Michael Krajewski, Mönchehaus Museum Goslar / Lehmbruck Museum Duisburg, Verlag Kettler, Dortmund 2015, ISBN 978-3-86206-448-9.
- Anselm Kiefer: Johannis-Nacht, Ausstellungskatalog,  (Hrsg.) Aeneas Bastian und Bettina Ruhrberg, Distanz Verlag, Berlin 2014, ISBN 978-3954760220.
- Glanzstücke Moderner Kunst,  (Hrsg.) Bettina Ruhrberg, Mönchehaus Museum, Goslar 2013, ISBN 978-3-9813165-3-7.
- Von Kirchner über Kippenberger bis heute. Die Sammlung der Bayer AG. 150 Jahre Corporate Collecting, in: Ausstellungskatalog Martin Gropius-Bau Berlin, Wienand Verlag, Köln 2013, ISBN 978-3-86832-138-8.
- In großer Nähe, so fern. Über die Rolle der Fotografie im Werk von Cornelius Völker, in: Ausstellungskatalog Cornelius Völker, Schirmer-Mosel, München 2011, ISBN 978-3-8296-0534-2.
- Crossover avant la lettre. 40 Jahre Hans Mayer, Text Bettina Ruhrberg in: Perfect Painting. 40 Jahre Galerie Hans Mayer, Langen Foundation, 2005, S. 8–12
- Arte Povera. Zur Genese eines Begriffs und zur Rezeption einer Bewegung, Text Bettina Ruhrberg in: Arte Povera. Arbeiten und Dokumente aus der Sammlung Goetz 1958 bis heute, Katalog zur Ausstellung Neues Museum Weserburg Bremen, Kunsthalle Nürnberg, Kölnischer Kunstverein, Museum moderner Kunst Stiftung Wien, Kunsthalle Göteborg, Sammlung Goetz München, Kunstverlag Ingvild Goetz 1997, S. 17–27, ISBN 3-9805267-2-0